# Срезневський Ізмаїл Іванович
Ізмаї́л Іванович Срезне́вський  (1 (13) червня 1812, Ярославль, Російська імперія — 9 (21) лютого 1880, Петербург, Російська імперія) — російський філолог, славіст, фольклорист, етнограф, палеограф, педагог, письменник та історик давньої української літератури та етнографії. Видав фольклорні та історичні матеріали.
Син професора словесності Івана Овсійовича Срезневського (1770—1819).

## Життєпис
Народився в Ярославлі (Росія). Протягом 1826—1829 років навчався на етико-політичному відділенні філософського факультету Харківського університету. Після закінчення університету (1829) працював у Харківському дворянському депутатському зібранні, займався приватною педагогічною практикою.
27 жовтня 1833 року Комітет піклувальників Харківської публічної бібліотеки (ХПБ) призначив чиновника Дворянського зібрання І. І. Срезневського на посаду бібліотекаря. Йому було доручено прийняти від О. І. Тихоцького фонд ХПБ. Бібліотеку було відкрито в будівлі Дворянського зібрання, що знаходилася в центрі міста на Миколаївській площі (нині пл. Конституції, будівля не збереглася).
1834 року друкарня Харківського університету надрукувала каталог ХПБ, який мав назву «Систематический указатель книг и рукописей, находящихся в Харьковской публичной библиотеке». Укладачем та автором системи класифікації книг був І. І. Срезневський.
У 1837 році, захистивши магістерську дисертацію «Опыт о сущности и содержании теории в науках политических», здобув посаду ад'юнкта на кафедрі політекономії та статистики філософського факультету Харківського університету.
У 1839 році опублікував докторську дисертацію «Опыт о предмете и елементах статистики и политической экономики», захистити яку йому не вдалося.
Протягом 1839—1842 років з науковою метою та у зв'язку з підготовкою до професорського звання із славістики відвідав ряд слов'янських земель. Вважається учнем П. Й. Шафарика. У 1842 році став першим професором-славістом у Харківському університеті, де читав курси з історії та слов'янських мов.
У 1846 році, захистивши дисертацію «Святилища и обряды языческого богослужения древних славян по свидетельствам современным и преданиям», став першим у Росії доктором слов'янської філології.
Протягом 1847—1880 років — професор кафедри слов'янознавства Петербурзького університету. З 1851 року — екстраординарний, а з 1854 року — ординарний Петербурзької АН.

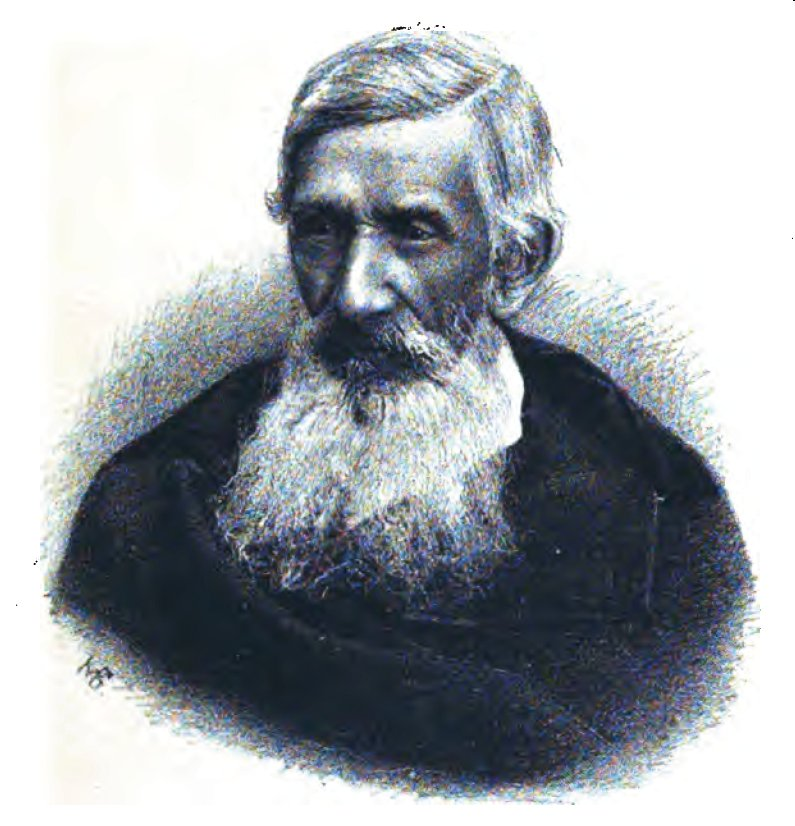
Ізмаїл Срезневський, 1878

Ініціатор і редактор «Известий» (т. 1-10, 1852-63) та «Ученых записок» (т. 1-7, 1854-63) Відділення російської мови а словесності АН. С. —засновник петербурзької школи славістів, автор численних праць з історії давньоруської та російської мов, історії південно-слов'янських літератур, міфології, палеографії.
У 1849 році опублікував працю «Думки про історію російської мови», в якій звертав увагу на необхідність опису пам'яток письменства, укладання регіональних словників, вивчення тогочасної літературної мови і діалектів, підготовку історичного словника та історичної граматики із залученням історії ін. слов'янських мов, дав також опис основних особливостей української мови. Вчений уперше розробив теоретичні засади слов'янської палеографії, поставивши її вивчення на наукову основу. Опублікував багато пам'яток давньоруського та давньослов'янського письменства («Київські глаголичні уривки» та ін.). Срезневський цікавився українською старовиною і фольклором.
Наприкінці 1820 років, навчаючись у Харківському університеті, Срезневський разом з братами Ф. і О. Євецькими, І. Розковшенком, О. Шпигоцьким заснував літературний гурток поетів-романтиків. Його учасники винятково великого значення надавали фольклорним творам, що зберегли подих минулих епох. Зокрема, Срезневський у фольклорі «вбачив багатюще джерело для майбутніх поетів». Зібрані на території Харківської, Полтавської та Катеринославської губернії тексти українських народних пісень і дум Срезневський опублікував у трьох збірниках «Запорожская старина» (1833—1838). Разом з Іваном Розковшенком видавав «Украинский альманах» (1831) та «Украинскій Сборникъ» (1838—1841), які відіграли важливу роль у подальшому розвитку літературного процесу в Україні. На початку своєї наукової діяльності Срезневський вважав українську мову окремою слов'янською мовою, проте згодом розглядав українську, російську та білоруські мови як діалекти чи говори однієї давньоруської мови («Мысли об истории русского языка», розділ V).
Певним внеском у дослідження історії лексики української мови є його праця «Материалы для словаря древнерусского языка по письменным памятникам» (томи 1–3, 1893—1911). У цій праці зібрано як пам'ятки, що є спільними з російською мовою, так і матеріали, які відображають мову українського народу.
Його учнями були Р. Ф. Брандт, А. С. Будилович, В. І. Ламанський, О. М. Пипін, М. І. Сухомлинов, Н. С. Тихомиров, а також М. Г. Чернишевський, М. О. Добролюбов, Д. І. Писарєв.
Помер у Петербурзі. Похований у родовому маєтку Срезневе Рязанської губернії (нині Шиловський район Рязанської області).
Харківському періоду життя Срезневського присвячена праця його сина Всеволода Ізмайловича (1867—1936) — історика літератури, археографа, члена-кореспондента АН СРСР.

## Літературна творчість

### Художні твори
Срезневському належать прозові та поетичні твори на українську тематику, написані українською мовою (оповідання «Майоре, майоре!», балада «Корній Овара» та ін.).

### Публіцистичні праці
Срезневському належать публіцистичні твори на українську та російську тематику, написані російською мовою.
- «Запорожская Старина» (1833) та частина II (1834),
- Запорізькі пісні, з перекладом та історичними примітками (1833),
- Український літопис. 1640—1657 (1835),
- Українська бувальщина. 1657—1710 (1838),
- «Український збірник» Кн. 1. (1838),
- «Історичний огляд сербо-лужицької літератури» (1844),
- «Давні пам'ятки руського письма й мови (10-12 ст.)» (1866),
- «Давні глаголичні пам'ятки, в порівнянні з пам'ятками кирилиці» (1866),
- «Древние славянские памятники юсового письма» (1868),
- «Фриулуские славяне» (1881),
- «Слов'яноруська палеографія 11-14 ст.» (1885).
- Сказания об Антихристе в славянских переводах. Санкт-Петербург, 1874.
- Мысли об истории русского языка. 1849 г.

## Вшанування пам'яті
У містах Дніпро та Марганець є вулиці Ізмаїла Срезневського.
У місті Харків є вулиця Срезневського.